# Charles Druck
Charles Druck (* 18. Juni 1900 in Buenos Aires; † 21. Oktober 1959 in Paris) war ein französischer Autorennfahrer argentinischer Abstammung.

## Karriere als Rennfahrer
Charles Druck war in den 1930er-Jahren als Sportwagenpilot aktiv und startete dreimal beim 24-Stunden-Rennen von Le Mans. Nach Ausfällen 1932 und 1934 erreichte er 1935 mit seinem Teamkollegen Philippe Maillard-Brune im MG Magnette K3 den neunten Gesamtrang. Mit dieser Platzierung gewann das Duo die Rennklasse für Fahrzeuge bis 1,1 Liter Hubraum. 1936 fuhr er mit Maillard-Brune einen Delahaye 135CS beim für Sportwagen ausgeschriebenen Großen Preis von Frankreich. Der Einsatz blieb resultatlos.

## Statistik

### Le-Mans-Ergebnisse
| Jahr | Team                    | Fahrzeug         | Teamkollege             | Platzierung            | Ausfallgrund |
| ---- | ----------------------- | ---------------- | ----------------------- | ---------------------- | ------------ |
| 1932 | Charles Druck           | Bugatti Type 40  | Lucien Virlouvet        | Ausfall                | Unfall       |
| 1934 | Philippe Maillard-Brune | MG J-Type Midget | Philippe Maillard-Brune | Ausfall                | Motorschaden |
| 1935 | Philippe Maillard-Brune | MG Magnette K3   | Philippe Maillard-Brune | Rang 9 und Klassensieg |              |